# A szépség és a szörnyeteg epizódjainak listája
Ez a lap A szépség és a szörnyeteg című sorozat epizódjait tartalmazza.

## Évados áttekintés
| Évad | Évad | Részek száma | Részek száma | Eredeti sugárzás  | Eredeti sugárzás     | Eredeti adó | Magyar sugárzás    | Magyar sugárzás   | Magyar adó |
| Évad | Évad | Részek száma | Részek száma | Évadbemutató      | Évadzáró             | Eredeti adó | Évadbemutató       | Évadzáró          | Magyar adó |
| ---- | ---- | ------------ | ------------ | ----------------- | -------------------- | ----------- | ------------------ | ----------------- | ---------- |
|      | 1.   | 22           | 22           | 2012. október 11. | 2013. május 16.      | The CW      | 2013. június 2.    | 2013. október 27. | Super TV2  |
|      | 2.   | 22           | 22           | 2013. október 7.  | 2014. július 7.      | The CW      | 2014. június 24.   | 2014. október 15. | AXN        |
|      | 3.   | 13           | 13           | 2015. június 11.  | 2015. szeptember 10. | The CW      | 2015. augusztus 7. | 2015. október 30. | AXN        |
|      | 4.   | 13           | 13           | 2016. június 2.   | 2016. szeptember 15. | The CW      | 2017. január 17.   | 2017. február 2.  | AXN Black  |

## Epizódok

### Első évad (2012-2013)
| Sor. | Év. | Cím                                   | Rendező           | Író                                                             | Premier                                | Nézettség   | Gyártási szám |
| ---- | --- | ------------------------------------- | ----------------- | --------------------------------------------------------------- | -------------------------------------- | ----------- | ------------- |
| 1.   | 1.  | A szépség és a szörnyeteg (Pilot)     | Gary Fleder       | Sherri Cooper & Jennifer Levin                                  | 2012. október 11. 2013. június 2.      | 2,78 millió | 101           |
| 2.   | 2.  | Óvatosan jár (Proceed with Caution)   | Rick Bota         | Sherri Cooper & Jennifer Levin                                  | 2012. október 18. 2013. június 9.      | 2 millió    | 102           |
| 3.   | 3.  | Mindent bele (All In)                 | P. J. Pesce       | Jeff Rake                                                       | 2012. október 25. 2013. június 16.     | 1,88 millió | 103           |
| 4.   | 4.  | Elemi ösztön (Basic Instinct)         | Bradley Walsh     | Roger Grant                                                     | 2012. november 1. 2013. június 23.     | 1,70 millió | 104           |
| 5.   | 5.  | Szaturnusz visszatér (Saturn Returns) | Steven A. Adelson | Történet: Blair Singer Tévéjáték: Blair Singer & Kelly Souders  | 2012. november 8. 2013. június 30.     | 1,84 millió | 105           |
| 6.   | 6.  | Érdemes (Worth)                       | Kevin Fair        | Allison Moore                                                   | 2012. november 15. 2013. július 7.     | 1,56 millió | 106           |
| 7.   | 7.  | Kívül ellenerezve (Out of Control)    | Rick Bota         | Brian Peterson & Kelly Souders                                  | 2012. november 29. 2013. július 14.    | 1,52 millió | 107           |
| 8.   | 8.  | Csapdában (Trapped)                   | Paul Fox          | Emily Silver                                                    | 2012. december 6. 2013. július 21.     | 1,41 millió | 108           |
| 9.   | 9.  | A nyoszolyólány (Bridesmaid Up!)      | Mairzee Almas     | Sherri Cooper & Jennifer Levin                                  | 2012. december 13. 2013. július 28.    | 1,59 millió | 109           |
| 10.  | 10. | Vörösen lát (Seeing Red)              | Rick Bota         | Roger Grant                                                     | 2013. január 24. 2013. augusztus 4.    | 1,79 millió | 110           |
| 11.  | 11. | Vékony jégen (On Thin Ice)            | Mike Rohl         | Blair Singer                                                    | 2013. január 31. 2013. augusztus 11.   | 1,72 millió | 111           |
| 12.  | 12. | Hideg pulyka (Cold Turkey)            | Fred Gerber       | Allison Moore                                                   | 2013. február 7. 2013. augusztus 18.   | 1,48 millió | 112           |
| 13.  | 13. | Ne bízz senkiben! (Trust No One)      | Bobby Roth        | Brian Peterson & Kelly Souders                                  | 2013. február 14. 2013. augusztus 25.  | 1,40 millió | 113           |
| 14.  | 14. | Kemény szeretet (Tough Love)          | Bradley Walsh     | Don Whitehead & Holly Henderson                                 | 2013. február 21. 2013. szeptember 1.  | 1,52 millió | 114           |
| 15.  | 15. | Minden eszközzel (Any Means Possible) | Steven A. Adelson | Roger Grant                                                     | 2013. március 14. 2013. szeptember 8.  | 1,43 millió | 115           |
| 16.  | 16. | Instabil (Insatiable)                 | Lee Rose          | Blair Singer                                                    | 2013. március 21. 2013. szeptember 15. | 1,72 millió | 116           |
| 17.  | 17. | Bűntársak (Partners in Crime)         | Rick Rosenthal    | Emily Silver                                                    | 2013. március 28. 2013. szeptember 22. | 1,50 millió | 117           |
| 18.  | 18. | A sötétség szíve (Heart of Darkness)  | Scott Peters      | Roger Grant & Blair Singer                                      | 2013. április 18. 2013. szeptember 29. | 1,59 millió | 118           |
| 19.  | 19. | Játék a tűzzel (Playing with Fire)    | Mike Rohl         | Brian Studler                                                   | 2013. április 25. 2013. október 6.     | 1,24 millió | 119           |
| 20.  | 20. | Évforduló (Anniversary)               | Mairzee Almas     | Holly Henderson & Don Whitehead                                 | 2013. május 2. 2013. október 13.       | 1,23 millió | 120           |
| 21.  | 21. | Esti randi (Date Night)               | Kevin Fair        | Történet: Roger Grant Tévéjáték: Sherri Cooper & Jennifer Levin | 2013. május 9. 2013. október 20.       | 1,29 millió | 121           |
| 22.  | 22. | Mindig előre (Never Turn Back)        | Rick Bota         | Kelly Souders & Brian Peterson                                  | 2013. május 16. 2013. október 27.      | 1,26 millió | 222           |

### Második évad (2013-2014)
| Sor. | Év. | Cím                                                        | Rendező           | Író                                                             | Premier                                | Nézettség   | Gyártási szám |
| --- | --- | ---------------------------------------------------------- | ----------------- | --------------------------------------------------------------- | -------------------------------------- | ----------- | ------------- |
| 23. | 1.  | Ki vagyok én? (Who Am I?)                                  | Stuart Gillard    | Brad Kern                                                       | 2013. október 7. 2014. június 24.      | 0,86 millió | 201           |
| Három hónappal azután, hogy a Muirfield szervezet elrabolta Vincentet, a férfi visszatér Catherine-hez. Vincent azonban megváltozott: jellegzetes sebhelye eltűnt, az emlékezetét teljesen kitörölték, és szinte csak egy dolog jár a fejében: egy titkos megbízatás. Catherine-nek csupán egyetlen esélye van, hogy visszaszerezze szerelmét: ki kell derítenie, mit történhetett Vincenttel. |     |                                                            |                   |                                                                 |                                        |             |               |
| 24. | 2.  | Elrabolva (Kidnapped)                                      | Rick Bota         | Jennifer Levin & Sherri Cooper                                  | 2013. október 14. 2014. július 1.      | 0,90 millió | 202           |
| Cat végére akar járni Vincent új küldetésének, ezért nyomozni kezd. Vincent azonban megneszeli, hogy Cat a nyomában jár, és foglyul ejti a nőt. Az együtt töltött idő alatt Vincentben újra fellángol a szerelem.... Eközben Tess, J.T. és Gabe mindent megtesznek, hogy kiszabadítsák Catet.                                                                                                  |     |                                                            |                   |                                                                 |                                        |             |               |
| 25. | 3.  | Hazug, hazug (Liar, Liar)                                  | Bradley Walsh     | John A. Norris                                                  | 2013. október 21. 2014. július 8.      | 0,82 millió | 203           |
| 26. | 4.  | Forrofejű (Hothead)                                        | Michael Robison   | Roger Grant                                                     | 2013. október 28. 2014. július 15.     | 0,83 millió | 204           |
| 27. | 5.  | Találkozó (Reunion)                                        | Fred Gerber       | Eric Tuchman                                                    | 2013. november 4. 2014. július 22.     | 0,68 millió | 205           |
| 28. | 6.  | Apa tudja legjobban (Father Knows Best)                    | Paul Kaufman      | Brad Kern & Roger Grant                                         | 2013. november 11. 2014. július 29.    | 0,75 millió | 206           |
| 29. | 7.  | Találd ki-ki jön vacsorára (Guess Who's Coming to Dinner?) | Jeff Renfroe      | Wendy Straker Hauser                                            | 2013. november 18. 2014. augusztus 5.  | 0,68 millió | 207           |
| 30. | 8.  | Férfi vagy szörnyeteg? (Man or Beast?)                     | Stuart Gillard    | John A. Norris                                                  | 2013. november 25. 2014. augusztus 12. | 0,74 millió | 208           |
| 31. | 9.  | Ne halj meg nekem (Don't Die on Me)                        | Mairzee Almas     | Eric Tuchman                                                    | 2014. január 13. 2014. augusztus 19.   | 0,71 millió | 209           |
| 32. | 10. | Elődjeink (Ancestors)                                      | Steven A. Adelson | Roger Grant & Rupa Magge                                        | 2014. január 20. 2014. augusztus 26.   | 0,74 millió | 210           |
| 33. | 11. | Túszul ejtve (Held Hostage)                                | Sudz Sutherland   | Pamela Sue Anton                                                | 2014. január 27. 2014. szeptember 2.   | 0,82 millió | 211           |
| 34. | 12. | Tuti recept (Recipe for Disaster)                          | Allan Kroeker     | Brad Kern & Wendy Straker Hauser                                | 2014. február 3. 2014. szeptember 9.   | 0,93 millió | 212           |
| 35. | 13. | A végsőkig (Till Death)                                    | Stuart Gillard    | Történet: Roger Grant Tévéjáték: Sherri Cooper & Jennifer Levin | 2014. február 10. 2014. szeptember 16. | 0,74 millió | 213           |
| 36. | 14. | Megváltás (Redemption)                                     | Grant Harvey      | John A. Norris                                                  | 2014. február 17. 2014. szeptember 17. | 0,77 millió | 214           |
| 37. | 15. | Kapj el ha tudsz! (Catch Me if You Can)                    | Norma Bailey      | Eric Tuchman                                                    | 2014. március 3. 2014. szeptember 23.  | 0,87 millió | 215           |
| 38. | 16. | Tegnap estéről (About Last Night)                          | Stuart Gillard    | Melissa Glenn                                                   | 2014. március 10. 2014. szeptember 23. | 0,80 millió | 216           |
| 39. | 17. | Szörnyeteg az új fekete (Beast is the New Black)           | Fred Gerber       | Sherri Cooper & Jennifer Levin                                  | 2014. június 2. 2014. szeptember 30.   | 1,06 millió | 217           |
| 40. | 18. | Macska-egér játék (Cat and Mouse)                          | Jeff Renfroe      | Történet: Amy Van Curen Tévéjáték: Brad Kern                    | 2014. június 9. 2014. október 1.       | 0.87 millió | 218           |
| 41. | 19. | Döglött akta (Cold Case)                                   | Rich Newey        | John A. Norris & Eric Tuchman                                   | 2014. június 16. 2014. október 7.      | 0,76 millió | 219           |
| 42. | 20. | Örökké (Ever After)                                        | Steven A. Adelson | Vanessa Rojas                                                   | 2014. június 23. 2014. október 8.      | 0,75 millió | 220           |
| 43. | 21. | Működés hamisítvány dátum (Operation Fake Date)            | Fred Gerber       | Sherri Cooper & Jennifer Levin                                  | 2014. június 30. 2014. október 14.     | 0,84 millió | 221           |
| 44. | 22. | Déjà Vu (Déjà Vu)                                          | Stuart Gillard    | Brad Kern & Roger Grant                                         | 2014. július 7. 2014. október 15.      | 0,76 millió | 222           |

### Harmadik évad (2015)
| Sor. | Év. | Cím                                                          | Rendező         | Író             | Premier                                | Nézettség   | Gyártási szám |
| --- | --- | ------------------------------------------------------------ | --------------- | --------------- | -------------------------------------- | ----------- | ------------- |
| 45. | 1.  | A Wall Street szörnyetege (Beast of Wall Street)             | Jeff Renfroe    | Brad Kern       | 2015. június 11. 2015. augusztus 7.    | 0,88 millió | 301           |
| Vincent és Cat boldogok, hogy végre hétköznapi párként élhetnek. Vincent úgy érzi, annak is elérkezett az ideje, hogy megkérje Cat kezét. Az idill azonban nem tart sokáig. Hamarosan felbukkan egy újabb emberfeletti erővel bíró lény, és az FBI Catet is bevonja a nyomozásba. Vincent eleinte távol tartja magát az ügytől, ám amikor Cat megsérül, és kiderül, hogy valaki emberfeletti erőt adó szérummal kísérletezik ártatlan embereken, mégis bekapcsolódik a nyomozásba. |     |                                                              |                 |                 |                                        |             |               |
| 46. | 2.  | Primal félelme (Primal Fear)                                 | David McNally   | Roger Grant     | 2015. június 18. 2015. augusztus 14.   | 0,81 millió | 302           |
| Vincent bekötözik Cathez, ám kapcsolatuk gyors átalakulása mindkettejüket kicsit megijeszti. Eközben az FBI új nyomra bukkan a titokzatos szérummal kapcsolatban. JT rájön, hogy a Thomastól kapott gyógyszernek komoly mellékhatásai vannak. Hamarosan Heather is felbukkan a városban, és meglepő bejelentést tesz. |     |                                                              |                 |                 |                                        |             |               |
| 47. | 3.  | Bob és Carol és Vincent és Cat (Bob & Carol & Vincent & Cat) | Stuart Gillard  | Melissa Glenn   | 2015. június 25. 2015. augusztus 21.   | 0,86 millió | 303           |
| Vincent beköltözik Cathez, ám kapcsolatuk gyors átalakulása mindkettejüket kicsit megijeszti. Eközben az FBI új nyomra bukkan a titokzatos szérummal kapcsolatban. JT rájön, hogy a Thomastól kapott gyógyszernek komoly mellékhatásai vannak. Hamarosan Heather is felbukkan a városban, és meglepő bejelentést tesz. |     |                                                              |                 |                 |                                        |             |               |
| 48. | 4.  | Szívügye (Heart of the Matter)                               | Rich Newey      | Jeff Reno       | 2015. július 2. 2015. augusztus 28.    | 0,88 millió | 304           |
| Cat és Vincent ellátogatnak egy párterapeutához, mivel úgy érzik, hogy a kapcsolatukból kezd kikopni a romantikus szenvedély. Eközben Cat tovább nyomoz az embereken végzett kísérletek ügyében. Hamarosan nyomára bukkan egy gazdag, szervátültetésen átesett férfinek, aki felkelti a lány gyanúját. |     |                                                              |                 |                 |                                        |             |               |
| 49. | 5.  | A legveszélyesebb szörny (The Most Dangerous Beast)          | Mairzee Almas   | Benjamin Raab   | 2015. július 9. 2015. szeptember 4.    | 0,86 millió | 305           |
| Tess új partnert jelöl ki Catnek. Hamarosan Bob és Carol is ismét felbukkan, és Catben felmerül a gyanú, hogy el akarják őt választani Vincenttől, hogy elkaphassák mindkettőjüket. Eközben az átváltozott JT–nek rá kell jönnie, hogy újdonsült gyógyító erejének súlyos ára van. |     |                                                              |                 |                 |                                        |             |               |
| 50. | 6.  | Chasing szellemek (Chasing Ghosts)                           | Jill Carter     | Gillian Horvath | 2015. július 16. 2015. szeptember 11.  | 1 millió    | 306           |
| JT meglepetés legénybúcsút szervez Vincentnek. Sajnos a bulit megzavarja egy orvlövész. Eközben Cat családja is megérkezik a városba, hogy részt vegyenek Cat leánybúcsúján, amelyet Heather szervezett neki. |     |                                                              |                 |                 |                                        |             |               |
| 51. | 7.  | Mindkét oldal (Both Sides Now)                               | Deborah Chow    | Vanessa Rojas   | 2015. július 23. 2015. szeptember 18.  | 0,95 millió | 307           |
| Bérgyilkos üldözi Catet és Vincentet. Menekülés közben igyekeznek támadójukat kicsalni a városból, hogy szeretteiknek nehogy baja essen. JT-t egyre jobban zavarja a rendőri felügyelet, és megkéri Tesst, hogy segítsen neki egy gyanús ügy felderítésében. |     |                                                              |                 |                 |                                        |             |               |
| 52. | 8.  | A tönkretett esküvő (Shotgun Wedding)                        | Stuart Gillard  | Brad Kern       | 2015. július 30. 2015. szeptember 25.  | 0,98 millió | 308           |
| Cat már alig várja, hogy Vincent az oltár elé vezesse, de retteg, hogy valaki meghiúsíthatja terveiket. Vincent, JT és Tess mindent megtesznek, hogy az aggódó Catet megnyugtassák. |     |                                                              |                 |                 |                                        |             |               |
| 53. | 9.  | Zsákbamacska (Cat's Out of the Bag)                          | David MacLeod   | Wendy Straker   | 2015. augusztus 6. 2015. október 2.    | 0,79 millió | 309           |
| Miután Cat és Vincent menyegzője meghiúsul, Caten úrrá lesz a kétségbeesés. Úgy érzi, Vincenttel és társaival együtt sem elég erősek ahhoz, hogy legyőzzék a szervezetet, amely az emberfeletti erő kikísérletezésén dolgozik. Vincent, JT, Tess és Heather együtt igyekeznek Catbe ismét lelket önteni. |     |                                                              |                 |                 |                                        |             |               |
| 54. | 10. | Az X páciens (Patient X)                                     | Norma Bailey    | Benjamin Raab   | 2015. augusztus 13. 2015. október 9.   | 0,92 millió | 310           |
| Cat és Vincent mindent erőfeszítésüket latba vetik, hogy elkapják Liamot. Tudomást szereznek egy bizonyos X betegről, aki esetleg a segítségükre lehet. Eközben JT és Tess azon dolgoznak, hogy megállapítsák, hogy JT végre szérummentes-e. |     |                                                              |                 |                 |                                        |             |               |
| 55. | 11. | Megtörhetetlen (Unbreakable)                                 | Sudz Sutherland | Roger Grant     | 2015. augusztus 20. 2015. október 16.  | 0,82 millió | 311           |
| Meglepő fordulatok hatására Liamnak sikerül Vincentet rávennie, hogy segítsen neki olyan bizonyítékokat szerezni, amely mindkettőjük kilétét felfedné. Eközben a gyanakvó Cat megtud valami fontosat Liam családjának múltjáról. |     |                                                              |                 |                 |                                        |             |               |
| 56. | 12. | Az apák bűnei (Sins of the Fathers)                          | Jeff Renfroe    | Gillian Horvath | 2015. augusztus 27. 2015. október 23.  | 0,92 millió | 312           |
| Miután Cat megismeri Liam döbbenetes történetét, úgy dönt, hogy több információt szerez az Ellingsworth családról, és nyomozásba kezd.Vincent és Cat titkos fegyverüket is latba vetik a Liam elleni küzdelemben, JT pedig újabb tervet eszel ki, hogy megmenthesse magát. |     |                                                              |                 |                 |                                        |             |               |
| 57. | 13. | Végzet (Destined)                                            | Stuart Gillard  | Brad Kern       | 2015. szeptember 10. 2015. október 30. | 0,76 millió | 313           |
| Catnek és Vincentnek egy egészen új módszert kell kitalálniuk, hogy legyőzhessék ellenségüket, Liamot. Liam eközben megpróbálja előhívni Vincentből a fenevadat, hogy ezzel tönkre tegye Vincent és Cat kapcsolatát. |     |                                                              |                 |                 |                                        |             |               |

### Negyedik évad (2016)
| Sor. | Év. | Cím                                                     | Rendező           | Író              | Premier                               | Nézettség   | Gyártási szám |
| --- | --- | ------------------------------------------------------- | ----------------- | ---------------- | ------------------------------------- | ----------- | ------------- |
| 58. | 1.  | Monsieur és Madame szörnyeteg (Monsieur et Madame Bête) | Stuart Gillard    | Brad Kern        | 2016. június 2. 2017. január 17.      | 0,83 millió | 401           |
| Vincent és Cat összeházasodik. Valaki azonban azzal rontja el a mézesheteket, hogy megpróbálja megölni Vincentet. |     |                                                         |                   |                  |                                       |             |               |
| 59. | 2.  | Titkok (Beast Interrupted)                              | Rich Newey        | Lara Olsen       | 2016. június 9. 2017. január 18.      | 0,76 millió | 402           |
| Cat és Vincent egy orgazda után nyomoz, aki Vincenthez hasonló lények után kutat. Eközben viszont nyilvánosságra kerül egy örökösnő személyazonossága, így őt is meg kell védeniük. Cat és Vincent csak most eszmél rá, hogy milyen sok vesztenivalójuk van, ha kiderül Vincentről, hogy ki is valójában. |     |                                                         |                   |                  |                                       |             |               |
| 60. | 3.  | Harcosok klubja (Down for the Count)                    | Don McCutcheon    | Benjamin Raab    | 2016. június 16. 2017. január 19.     | 0,79 millió | 403           |
| Cat és Vincent megpróbál friss házasokhoz hasonló életet élni, de meg kell birkózniuk egy közelgő veszéllyel. Végül saját életükért kell küzdeniük, amikor a boldogságuk is veszélybe kerül. |     |                                                         |                   |                  |                                       |             |               |
| 61. | 4.  | Így nem mehet tovább (Something's Gotta Give)           | Steven A. Adelson | John E. Pogue    | 2016. június 23. 2017. január 20.     | 0,83 millió | 404           |
| Cat megpróbálja kideríteni, hogy ki üldözi Vincentet, de eközben rájön, hogy lehet, hogy teherbe esett. Vincent olyan nyomot követ, ami veszélybe sodorja az életét. |     |                                                         |                   |                  |                                       |             |               |
| 62. | 5.  | Hol volt, hol nem volt (It's a Wonderful Beast)         | Stuart Gillard    | Melissa Glenn    | 2016. június 30. 2017. január 23.     | 0,76 millió | 405           |
| Vincent és Cat ráeszmél, hogy el kell tűnniük, mivel valaki meg akarja ölni Vincentet. Vincent azon tanakodik, hogy vajon Cat élete jobban alakult volna nélküle, és most némi bepillantást is kap abba, hogy pontosan hogyan is nézett volna ki a szeretett nő élete.                                    |     |                                                         |                   |                  |                                       |             |               |
| 63. | 6.  | Jóban, rosszban (Beast of Times, Worst of Times)        | Norma Bailey      | Patti Carr       | 2016. július 7. 2017. január 24.      | 0,77 millió | 406           |
| Vincent és Cat megtudja, hogy egy másik bosszúszomjas férfi is Vincentre vadászik, ami több szempontból is közelebb hozza egymáshoz a bandát. Cat és Vincent kénytelen a törvény ellenkező oldalára állni, ami végül a kapcsolatukat is veszélybe sodorja.                                                |     |                                                         |                   |                  |                                       |             |               |
| 64. | 7.  | Nincs visszaút (Point of No Return)                     | Jill Carter       | Gillian Horvath  | 2016. július 14. 2017. január 25.     | 0,72 millió | 407           |
| Vincent a rejtekhelyén, Catre pedig munka közben is veszély leselkedik, úgyhogy kénytelenek találkozni, hogy kitalálják, miként tudnák ártalmatlanítani azokat, akik rájuk vadásznak. |     |                                                         |                   |                  |                                       |             |               |
| 65. | 8.  | A szerelem harc (Love is a Battlefield)                 | Farhad Mann       | Vanessa Rojas    | 2016. július 21. 2017. január 26.     | 0,73 millió | 408           |
| Vincent egy csinos ügynökkel megy titkos bevetésre, akiről viszont Cat kideríti, hogy orgyilkos. |     |                                                         |                   |                  |                                       |             |               |
| 66. | 9.  | A vég kezdete (The Getaway)                             | Stuart Gillard    | Benjamin Raab    | 2016. július 28. 2017. január 27.     | 0,71 millió | 409           |
| Vincent és Cat azért küzd, hogy életük visszatérjen a normális kerékvágásba, de ez igazán nem könnyű, mivel vérdíjat tűztek ki a „vadak” fejére, a Belbiztonsági Minisztérium pedig embervadászatot indított.                                                                                             |     |                                                         |                   |                  |                                       |             |               |
| 67. | 10. | Fordulópont (Means to an End)                           | David MacLeod     | Melissa Glenn    | 2016. augusztus 11. 2017. január 30.  | 0,61 millió | 410           |
| Vincent kénytelen alávetnie magát egy sor, a rejtélyes vevő által megkövetelt tesztnek, mivel csak így előzheti meg, hogy kiderüljön, hogy ki is ő valójában. |     |                                                         |                   |                  |                                       |             |               |
| 68. | 11. | Az új szornyeteg (Meet the New Beast)                   | David Makin       | Patti Carr       | 2016. augusztus 25. 2017. január 31.  | 0,67 millió | 411           |
| Miután rájöttek, hogy már nincsenek az események az irányításuk alatt, és a titkuk napvilágra kerülhet, Vincent és Cat azon tűnődik, hogy vajon eljött-e az ideje a menekülésnek. |     |                                                         |                   |                  |                                       |             |               |
| 69. | 12. | Nincs kiút (No Way Out)                                 | P.J. Pesce        | Austin Badgett   | 2016. szeptember 8. 2017. február 1.  | 0,70 millió | 412           |
| Cat és Vincent igen komoly akadállyal néz szembe, amikor Vincentet titokban kikérdezik egy közelgő támadásról, ami miatt Vincent eléri a tűrőképessége határát. |     |                                                         |                   |                  |                                       |             |               |
| 70. | 13. | Au Revoir (Au Revoir)                                   | Stuart Gillard    | Michael Gemballa | 2016. szeptember 15. 2017. február 2. | 0,70 millió | 413           |
| Vincent és Cat hajlandó a legnagyobb áldozatot is meghozni a támadás megakadályozása érdekében, és azért, hogy egyszer s mindenkorra megszabadítsák a világot a „szörnycsinálóktól”. |     |                                                         |                   |                  |                                       |             |               |